# Sphodromantis rudolfae andreinii
Sphodromantis rudolfae andreinii es una subespecie de mantis de la familia Mantidae.

## Distribución geográfica
Se encuentra en Etiopía.